# Józef Pyrz
Józef „Prorok” Pyrz (ur. 27 lutego 1946 w Gawłówku, zm. 24 września 2016) – polski filozof i rzeźbiarz, współtwórca i jeden z liderów ruchu hipisowskiego w Polsce na przełomie lat 60 i 70. XX wieku.

## Życiorys
W wieku czterech lat zachorował na gruźlicę, przez cztery lata przebywał w Dziecięcym Sanatorium Przeciwgruźliczym w Istebnej, później w Sanatorium Przeciwgruźliczym w Zakopanem, gdzie ukończył szkołę podstawową. Przez rok uczył się w Państwowym Liceum technik Plastycznych w Zakopanem, następnie w Państwowym Liceum Technik Plastycznych w Kielcach, które ukończył w 1965, w klasie rzeźby. Od 1965 był studentem Wydziału Filozofii Chrześcijańskiej w Akademii Teologii Katolickiej w Warszawie. W czasie studiów zainteresował się amerykańskim ruchem hipisowskim, skupił wokół siebie grupę osób podzielających ideały hipisowskie i stał się jej liderem. W środowisku hipisowskim był uważany za wzór do naśladowania i osobę wtajemniczoną w zasady i zwyczaje tej kultury. Był twórcą manifestu polskich hipisów pt. Jak stać się wolnym?, a także twórcą pierwszych komun hipisowskich na warszawskim Mokotowie i w Ożarowie Mazowieckim. Był represjonowany przez władze komunistyczne w tym dwukrotnie aresztowany na kilka miesięcy. Ostatecznie porzucił studia i od drugiej połowy 1971 coraz mniej angażował się w działalność ruchu. Zamieszkał w rodzinnym Gawłówku, w 1972 ożenił się, został zakwalifikowany do trzeciej grupy inwalidzkiej i jako tzw. artysta chałupnik został zatrudniony w Inwalidzkiej Spółdzielni Pracy w Krakowie. 
W latach 80. XX wieku emigrował do Francji i osiadł w Paryżu gdzie pracował jako rzeźbiarz i konserwator. Do Polski wrócił po transformacji systemowej i okresowo mieszkał wraz z żoną w Gawłówku. Jego prace rzeźbiarskie prezentowane były między innymi w 2006 na wystawie w Muzeum im. Stanisława Fischera w Bochni.
Zmarł na serce we wrześniu 2016 roku i został pochowany w Mikluszowicach.